# Apposition
Apposition är en grammatisk konstruktion tillika nominalt attribut där två element, vanligtvis nominalfraser, placeras sida vid sida, och där ett av elementen definierar eller bestämmer den andra. Det räknas som en stilfigur. Appositionen kan placeras både före och efter det som den definierar:
- I meningen Stockholm, Sveriges huvudstad är Sveriges huvudstad apposition till Stockholm. Appositionen är placerad efter det som den definierar.
- I meningen Sveriges huvudstad Stockholm är Sveriges huvudstad också apposition till Stockholm. Appositionen är placerad före det som den definierar.

Förr kallades appositioner för dess latinska namn appositio. Ordet kommer från latinets ad (nära) och positio (position). Appositionen används ofta när verben i stödjande satser elimineras för att skapa kortare, beskrivande fraser. Detta får dem ofta att fungera som hyperbasis då de kan störa en menings flyt. I meningen "Min fru, utbildad sjuksköterska,...", måste man till exempel pausa före den parentetiska modifikationen "utbildad sjuksköterska".